# Ptilostemon chamaepeuce
Die Scheinfichten-Kratzdistel (Ptilostemon chamaepeuce) ist eine Pflanzenart aus der Gattung Elfenbeindisteln (Ptilostemon) in der Familie der Korbblütler (Asteraceae).

## Merkmale

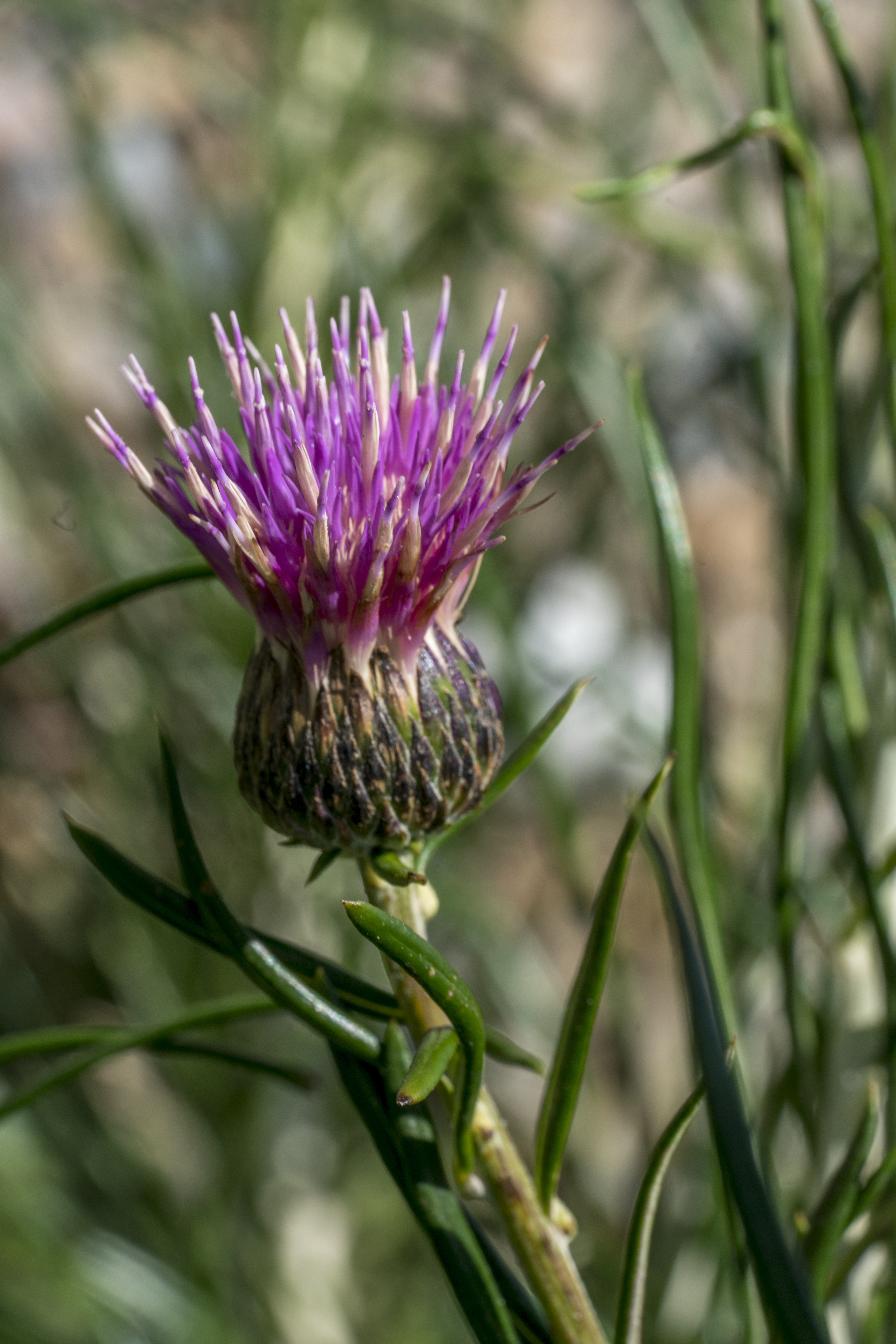
Blütenkopf

Ptilostemon chamaepeuce ist ein Strauch oder Zwergstrauch, der Wuchshöhen von 30 bis 100 Zentimeter erreicht. Die Laubblätter sind schmal lineal und besitzen keine Dornen. Die der blühenden Triebe sind spitz, ebenso lang wie die restlichen Blätter und weder am Grund geschlitzt noch verbreitert.
Die Korbhülle hat einen Durchmesser von 13 bis 20 (selten bis 23) Millimeter. Bei Ptilostemon chamaepeuce var. chamaepeuce sind die mittleren Hüllblätter spitz oder zugespitzt und undeutlich gebändert. Bei Ptilostemon chamaepeuce var. elegans Greuter sind dagegen die Spitzen von annähernd allen Hüllblättern pfriemlich, 2 bis 5 (selten bis 7) Millimeter lang und zurückgeschlagen. Die Köpfchen sind in einer Schirmtraube angeordnet.
Die Blütezeit reicht von April bis Juni.
Die Chromosomenzahl beträgt 2n = 32.

## Vorkommen
Ptilostemon chamaepeuce kommt im östlichen Mittelmeerraum vor. Das Verbreitungsgebiet erstreckt sich von Albanien und Griechenland über Kreta und die Ägäis bis zur Türkei, Syrien, Libanon, Israel und Zypern.
Auf Kreta wächst die Art in Höhenlagen von 0 bis 850 Meter in Kalkfelsspalten, seltener in Mauern und trockenen Flussbetten. Manchmal kommt sie hier auch in unbeweideter, steiniger oder felsiger Phrygana und in offenen Wäldern vor.

## Systematik
Man kann drei Varietäten unterscheiden:
- Ptilostemon chamaepeuce var. chamaepeuce
- Ptilostemon chamaepeuce var. cyprius Greuter
- Ptilostemon chamaepeuce var. elegans Greuter